# Georg Stern (Ingenieur)

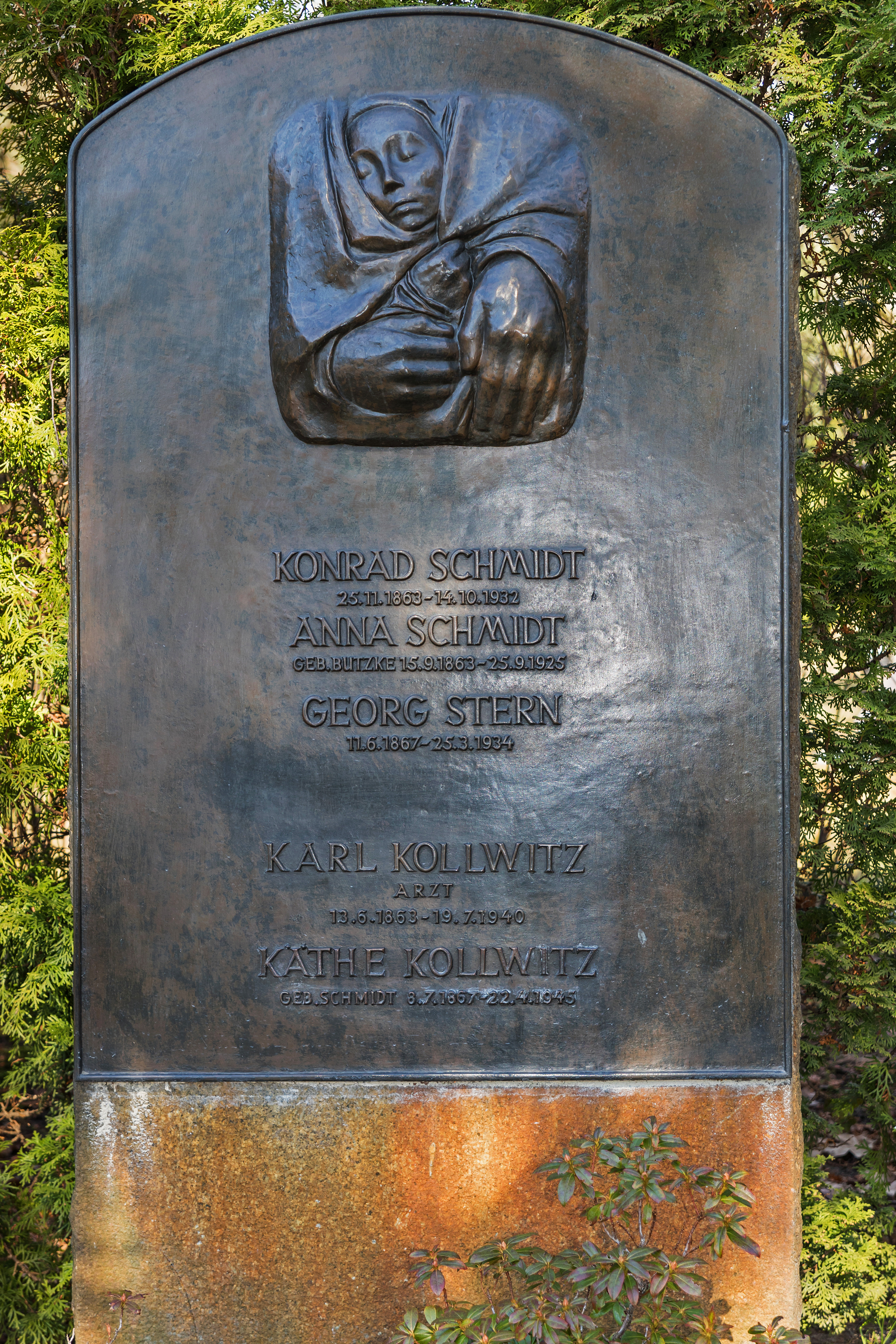
Familiengrabstätte Kollwitz, Stern, Schmidt

Georg Joseph Stern (* 11. Juni 1867 in Königsberg; † 25. März 1934 in Berlin) war ein deutscher Ingenieur.

## Leben
Stern wurde in der Familie eines Teegroßhändlers geboren. Er studierte an den Universitäten Königsberg und München und promovierte 1890 auf dem Gebiet der Physik an der Königsberger Universität zum Dr. phil. Danach studierte er zwei Jahre an der Technischen Hochschule Charlottenburg.
1893 begann Stern seine berufliche Laufbahn als Prüffeldingenieur in der elektrotechnischen Abteilung der Firma Ludwig Loewe & Co. (spätere Union-Elektricitäts-Gesellschaft). Beim Zusammenschluss der UEG mit der AEG 1904 wurde er Leiter der Prüffelder und Laboratorien der Maschinenfabrik der AEG in der Berliner Brunnenstraße. Als 1908 in der Firma eine Spezialfabrikation für Hochspannungsmaterial eingerichtet wurde, übernahm Stern deren Leitung. 1913 wurde auf seine Anregung hin die weltweit erste Anlage zur Durchprüfung der hergestellten Hochspannungsschaltgeräte mit der sogenannten Kurzschlussprüfung errichtet. Er entwickelte eine Überspannungsprobe für Transformatoren, die durch den VDE als „Sprungwellenprobe“ zur Norm erhoben wurde. Mit Veröffentlichungen über Ölschalterversuche wurde er international in der Fachwelt bekannt. 1921 wurde Stern Direktor der Transformatorenfabrik der AEG in Berlin-Oberschöneweide. 1926 wurde er stellvertretendes Vorstandsmitglied der AEG. Er war Mitglied und Vorsitzender einer größeren Zahl von Ausschüssen des VDE sowie in der Internationalen Elektrotechnischen Kommission (IEC).
1930 schied er aus der AEG aus und ging in den Ruhestand. Er widmete sich fortan der Musik. Seine Kompositionen gelangten in Berlin, Königsberg und Dresden zur Aufführung. Am 15. Januar 1933 wurde seine Passacaglia und Fuge für großes Orchester in der Berliner Philharmonie uraufgeführt. Das war vermutlich die letzte öffentliche Aufführung eines seiner Werke.
Georg Stern wurde im Kollwitz-Familiengrab in der Künstlerabteilung des Berliner Zentralfriedhofs Friedrichsfelde beigesetzt.
Stern wohnte 1921–1931 mit seiner Familie in Berlin-Karlshorst in der Auguste-Viktoria-Straße 47 (heute Ehrlichstraße 31). Eine Straße im Wohngebiet Carlsgarten in Berlin-Karlshorst ist nach ihm benannt.
1893 heiratete er Bertha Lisbeth Schmidt (1870–1963), die jüngere Schwester von Conrad Schmidt und Käthe Kollwitz. Ihre Töchter waren die Tänzerin Katta Sterna, die Schauspielerin Johanna Hofer, verheiratet mit Regisseur Fritz Kortner, die Tänzerin, Schauspielerin und Drehbuchautorin Maria Matray und Regula Stern (1894–1980), bis 1922 Theaterschauspielerin mit dem Künstlernamen Regula Keller) und ab 1926 Ärztin (Dr. med. 1928), kurzzeitig verheiratet mit Zoologe Heinz Heck, ab 1920 mit dem Kunstmaler Kurt Frisch.